# Narodni muzej Srbije
Narodni muzej Srbije (srpski: Народни музеј Србије / Narodni muzej Srbije) u Beogradu, najstarija je muzejska ustanova u Republici Srbiji, osnovana 10. svibnja 1844. godine. Smješten je u središnjoj zoni Beograda, na Trgu republike, s glavnim pročeljem okrenutim prema trgu, između ulica Čika Ljubine, Vasine i Laze Pačua. Današnja muzejska zgrada potječe iz prve polovice 20. stoljeća, a u nju je Muzej preseljen 1950. godine, dok je svečano otvorenje novog prostora održano 23. svibnja 1952. godine. Sama zgrada muzeja je 1979. proglašena spomenikom kulture od velikog značaja.
U sastavu Narodnog muzeja djeluju i Galerija fresaka, Vukov i Dositejev muzej te Spomen-muzej Nadežde i Rastka Petrovića. Muzej posjeduje više od 400.000 predmeta i obuhvaća bogate arheološke, numizmatičke i umjetničke zbirke, s djelima srpske, jugoslavenske i svjetske umjetnosti. Među najvrjednijim eksponatima nalazi se Miroslavljevo evanđelje, najstariji i najznačajniji sačuvani ćirilični rukopis srpske srednjovjekovne tradicije, nastao oko 1190. godine.
Zbirke Muzeja uključuju djela istaknutih svjetskih umjetnika kao što su Botticelli, Bosch, Dürer, Tizian, Tintoretto, El Greco, Rubens, Rembrandt, Hiroshige, Pissarro, Degas, Cézanne, Sisley, Monet, Renoir, Gauguin, van Gogh, Toulouse-Lautrec, Kandinsky, Matisse, Mondrian, Picasso, Chagall i drugi. 

## Povijest muzeja
Narodni muzej osnovan je ukazom tadašnjeg ministra prosvjete Jovana Sterije Popovića, 10. svibnja 1844. godine pod imenom Muzeum serbski. Muzej je 1848. imao samo 79 eksponata, to su bile antikne kovanice, povelje, diplome, rukopisi, par tiskanih antiknih knjiga, alati, posuđe i par statua.
Muzej je zajedno s knjižnicom smješten u jednom krilu Kapetan Mišinog zdanja 1863. Kneginja Julija Obrenović darovala je 1864. dvije slike: Bitka kod Beograda pod Eugenom Savojskim rad talijanskog slikara Felice Cerruti Bauduca (1817. – 1896.) po slici Eugenova dvorskog slikara Jana van Huchtenburga (1647. – 1733.) i Portret Constanze Morosini po slici Andreje Schiavonea, nepoznatog autora. Knjižnica je 1881. izdvojena i od tad muzej djeluje kao samostalna ustanova. Venecijanski slikar slovačkog porijekla Bertold Lipaj je 1891. darovao muzeju 90 slika talijanskih majstora, što je bio početak zbirke stranih slikara. Od 1930. muzej se zove Povijesno-umjetnički muzej, 1935. spaja se s Muzejom suvremene umjetnosti pod novim imenom - Muzej kneza Pavla i seli u zgradu Novog dvora, za javnost se otvara 1936.
Muzej se nakon rata zove Narodni muzej i 1952. seli u sadašnju zgradu na Trgu Republike, koja je podignuta još 1903., ali za tadašnju Državnu hipotekarnu banku.

## Narodni muzej danas
Ministarstvo kulture Republike Srbije podržalo je inicijativu da Narodni muzej u Beogradu promijeni naziv u Narodni muzej Srbije, te od 2018. godine muzej nosi to ime.

### Zbirke
Danas Narodni muzej ima u svom fundusu preko 400.000 predmeta iz Srbije i okolnih zemalja u svojim arheološkim i povijesno-umjetničkim zbirkama. 

## Vanjske poveznice
- Službene web stranice muzeja